# Thompson Peak
Thompson Peak – góra w północnej części stanu Kalifornia, w hrabstwie Trinity. Jest najwyższym szczytem w paśmie Trinity należącym do Klamath Mountains. 
Inne nazwy szczytu to Sawtooth Peak i Thompsons Peak.
Góra leży na terenie obszaru chronionego o nazwie Shasta-Trinity National Forest. Na szczyt wiedzie szlak turystyczny przebiegający wokół jeziora Grizzly Lake leżącego na północ, u podnóża góry. Z jeziora spada widowiskowy wodospad o długości 76 m o nazwie Grizzly Lake Falls.